# Бог в христианстве
Христианская концепция Бога (греч. θεός; лат. deus) опирается на ветхозаветный образ, привнося в него греческие и собственные христианские элементы. Первым новшеством является учение о Троице, единый Бог рассматривается как триединый: монотеизм в христианстве (в отличие от иудаизма и ислама) является компромиссным. Вторым — учение о Воплощении, согласно которому Иисус Христос является Богочеловеком. Третьим — переосмысление и перетолкование образа ветхозаветного Бога в понятиях и концептах греческой философии, что впервые породило догматику в собственном смысле слова. Ветхозаветное наследие является менее теоретизирующим и концептуализирующим, в отличие от теоретических концепций из древнегреческой философии. Эта переинтерпретация закрепилась посредством философского наследия и учения, сформировавшегося в рамках Христианской церкви.
Христианское учение заменило содержание древнееврейских понятий «сын человеческий» и «помазанник», «спаситель» на новозаветные с определениями евангельского толка. Таким образом, Ветхий Завет предоставлял большое число «доказательств» истинности Нового Завета, которыми считаются многочисленные примеры употребления понятий «сын человеческий» и «спаситель» в Пятикнижии, Пророках и Писаниях, что позволяло утверждать «изначальность» евангельских образов, а отказ «окаянных» принять христианство трактовать как «смертный грех», наказанием за который и стало «отверженье жидовьстѣ». Различия в ожиданиях пришествия Спасителя у иудеев и христиан привело к противопоставлению иудейского Машиаха христианскому Мессии. Апокалиптический образ «лжепророка», который гибнет вместе со «зверем багряным», с течением времени трансформировался в образ Антихриста. Эти оппозиции определили противопоставление «бывшего» «избранного Богом» народа «истинно верующим». Выводом стал обвинительный акт против иудеев.
Согласно христианскому учению, Новый Завет не отменил Откровения Ветхого Завета, но исполняет его, раскрывает его истинный смысл, поскольку, согласно христианству, Христос и Его проповедь раскрыли и ранее сокрытое, открытое Израилю, данное пророкам лишь гадательным образом. «Бог, многократно и многообразно говоривший издревле отцам в пророках, в последние дни сии говорил нам в Сыне…» (Евр. 1:1, 2). Понятие о Боге христианское учение связывает с представлением об Откровении. С точки зрения христианства, изучению могут подлежать лишь эпифеномены Откровения, а не сам Господь, и если, разум не обладает инструментами и критериями, которые необходимы для корректного восприятия и анализа Откровения, он оказывается беспомощным в суждениях о Боге. В христианстве считается, что только Церковь хранит и истинно толкует Откровение, полученное ею от Бога, а следовательно верное суждение о Боге возможно исключительно на основе учения Церкви — в церковном богословии. Церковь утверждает, что обладает полностью достоверным ви́дением Бога и несёт историческую миссию проповеди этого знания. «Церковь в то же самое время видит в мировой культуре, истории, общественном и индивидуальном сознании плюрализм форм восприятия Бога человеком, в которых в той или иной степени присутствуют элементы истины». Согласно церковному учению, Божественное Откровение и замысел Божий в отношении мира в целом несёт универсальный характер. Согласно христианству, нецерковные и нехристианские мировоззренческие системы (ереси, нехристианские верования или другие религиозные и мировоззренческие практики и представления), трактуют о Боге «с той или иной степенью неадекватности.
Ветхозаветное понимание живого Бога с возможностью личного общения с ним связано со сформулированной Августином «психологической» интерпретацией Троицы в качестве вечного самопознания и любви Бога. Однако на эту парадигму в патристике наложен идущий от текстов неоплатонизма рациональный внеположенный концепт Абсолюта. В результате этого соединения несовместимых установок, включая личное общение Бога и человека, то есть диалог откровения, и конкретно-теоретическую аналитику. Этим противоречием открывается проблема богопознания. Если Бог трансцендентен относительно мира, он является принципиально непознаваемым, так, согласно Василию Великому, «сущность Божия для природы человеческой недомыслима и совершенно неизреченна», по словам Григория Паламы, «человек не может постигнуть сущность Божества». Считается, что истинное богопознание может быть только результатом откровения. В рамках христианского учения утверждается, что первое такое откровение о себе Господь дал Отцам Церкви, а Библия воплощает это откровение, является «богодухновенной» и поэтому сакральной. Эта качество первоначально рассматривалось всеобъемлюще: Тертуллианом был выдвинут тезис святости каждой буквы в Священном писании. В рамках современной модернизации понимание относится лишь к содержанию, апостольской керигме.
Тем не менее, Бог толкуется не только как трансцендентный миру, но и сопричастный в качестве Творца, в некоторой степени допускается возможность его познания через познание его творения. В католицизме имеет место концепт «аналогии бытия» (лат. analogia entis) между Богом и его творениями, который ввела августинианская теология и который Фома Аквинский сделал основополагающим принципом в схоластической метафизике. Этот принцип утверждает, что в отношениях аналогии не предполагается абсолютного различия или тотального сходства, но «сходство в различии и различие в сходстве». В то же время неопределенность понятия бытия отмечается в томизме, у Фомы де Вио и специально анализируется в неотомизме, Эрихом Пшиваром.
Основания христианской веры опираются в целом на внелогические концепты, включая православный принцип «сердечной веры» и тезис томизма о вере как основе принятия вероучительных догматов. При этом основным разделом теологии является фундаментальная теология или апологетика с рационально-теоретическим обоснованием данной конфессиональной доктрины. Центральную часть апологетики составляют доказательства бытия Божьего, с одной основанные на откровении, а с другой имеющие рациональную форму аргументы существования Бога, что преследует исключительно методические и дидактические цели, привести к «сознательной вере», включая онтологический, введённый Августином (Бог есть совершенное существо, и его онтологические свойства не могут не включать существование), космологический (мир есть данность, и у него, подобно всему сущему, должен быть своя домировая и внемировая причина, которой, как заявляется, может быть только Бог), телеологический (разумная воля Бога рассматривается как единственное объяснение постулируемых «совершенства» и «целесообразности» мироздания) аргумент. Разные версии апологетики добавляют к этим классическим пунктам иные, из которых особенно распространён нравственный, Бог считается необходимым гарантом воздаяния.
Бытие Бога в основном остаётся предметом веры, поэтому одновременно с развитием апологетики существует идея «вернуться к евангельской вере», что понимается в личном аспекте и наиболее явно присутствует в учениях протестантизма, отвергнувшего классическую системную теологию, а также в исходящем из него антиинтеллектуалистском пиетизме, в котором вера считается «личным переживанием Бога». Идея прослеживается и в православии — «вера не нуждается в доказательствах», и временами проявляется в рамках католицизма, что заметно начиная с францисканцев, отвергавших учёность, понимаемую как помеха в деле любви Христа, и до идеи Паскаля о необходимости «Бога Авраама…, а не Бога философов и учёных».
Христианство обращается к сущности Бога (греч. οὐσία, лат. substantia). Никео-Цареградский Символ веры, принятый Первым и Вторым Вселенскими соборами в 325 и 381 годах соответственно, применяет понятие единосущный, почерпнутое из лексикона античных философских школ. Главными понятиями, описывающими троичность Бога, являются сущность и лицо; Богочеловечество Иисуса — лицо и природа. Так, в латинском тексте IV—V веков «Quicunque» (название по первому слову) представлена догматическая рефлексия: «…Почтим единого Бога в Троице, и Троицу в единстве, не смешивая Лиц и не разделяя Сущности… Каков Отец, таков Сын, таков и Дух Святой; …бесконечен Отец, бесконечен Сын, бесконечен и Дух Святой; вечен Отец, вечен Сын, вечен и Дух Святой…». Такие формальные построения ярко выражает средневековая католическая схоластика. В рамках православной мистики внимание акцентируется на непостижимости Бога, но даже в собственно мистических темах применяется древнегреческая философская терминология, например у Григория Паламы о «сущности» и «энергиях» Господа.
В христологии — учении о Христе — Иисус Христос рассматривается как предсказанный библейскими пророчествами Ветхого Завета Мессия. Ортодоксальная (католики, православные и протестанты) точка зрения утверждает, что Иисус Христос — это Богочеловек — не полубог и не получеловек, но существо, соединяющее в себе во всей полноте как божественную, так и человеческую природу, воплощённый Сын Божий, существовавший вечно на Небе до своего рождения на Земле, единосущный своему Отцу (одной природы с Ним). Арианство считало Иисуса Христа совершенным творением Бога, созданным прежде мира. Несторианство проводило строгое различие между Богом Словом и человеком Иисусом Христом, которые сходятся в «лицо единения», именуемое Иисусом Христом. Монофизитство, напротив, говорит о поглощении человеческой природы Иисуса божественной природой Логоса. Распятие Христа понимается некоторыми христианскими богословами и другими авторами как совершённое евреями «богоубийство».
Несмотря на монотеизм, христианство в своём центральном догмате понимает Бога единым в трёх ипостасях (ликах): Бог Отец, Бог Сын и Бог-Дух Святой. Напряжённость параллелизма единосущности и ипостасности Господа привела к разнообразию интерпретаций в соотношении его трёх ликов Божьих, прежде всего вопрос филиокве, а также к формированию антитринитаризма и унитаризма. Ортодоксальные христианские направления христианства описывают Бога в триединстве ликов — нераздельных и неслиянных.